# أطمة
أطمة قرية سورية تتبع ناحية الدانا في منطقة حارم في محافظة إدلب. بلغ عدد سكانها 2255 نسمة في عام 2004 حسب إحصاء المكتب المركزي للإحصاء.
قُتل فيها قائد داعش الثاني أبو إبراهيم القرشي أثناء غارة للقوات الخاصة الأمريكية على منزل في أطمة في يوم 3 فبراير 2022.